# 大西洋長鰭蝠魚
大西洋長鰭蝠魚（學名：Dibranchus atlanticus），為輻鰭魚綱鮟鱇目棘茄魚亞目棘茄魚科的其中一種，分布於西大西洋，從加拿大至巴西；東大西洋，從幾內亞灣至安哥拉海域，屬深海底棲性魚類，棲息深度45-1300公尺，本魚頭部寬大，全身幾乎為骨板，全身佈滿小瘤，頭頂至背部的瘤呈放射狀，腹鰭細長，體長可達39.4公分，棲息在沙泥底質海域，具有發光器官，肉食性，以多毛類、貝類、海蜘蛛、海星、片腳類等為食。

## 扩展阅读
維基物種上的相關：大西洋長鰭蝠魚